# William de Ferrers, 4. Earl of Derby

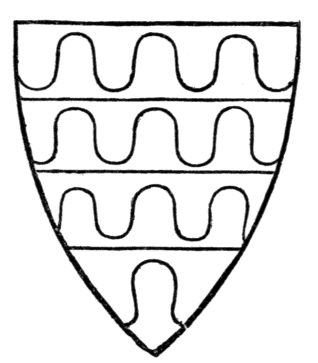
Wappen von William de Ferrers, 4. Earl of Derby

William de Ferrers, 4. Earl of Derby (* um 1162; † 22. September 1247) war ein englischer Magnat.

## Herkunft und Erbe
William de Ferrers entstammte der anglonormannischen Familie Ferrers. Er war ein Sohn seines gleichnamigen Vaters William de Ferrers, 3. Earl of Derby und dessen Frau Sibyl de Braose. Sein Vater starb während des Dritten Kreuzzugs 1190 im Heiligen Land, worauf Ferrers die umfangreichen Besitzungen seines Vaters, die vor allem in den Midlands lagen, sowie den Titel Earl of Derby erbte.

## Dienst unter den Königen Richard und Johann
1194 diente Derby als Sheriff von Nottinghamshire und Derbyshire. Als Johann Ohneland, der jüngere Bruder von König Richard, während der Abwesenheit seines Bruders 1194 rebellierte, unterstützte Derby den Justiciar Hubert Walter und belagerte zusammen mit seinem Schwager, dem Earl of Chester Nottingham Castle. Bei der erneuten Krönung von Richard Löwenherz nach dessen Rückkehr vom Kreuzzug 1194 diente Derby als einer der vier Baldachinträger des Königs. Derby nahm 1197 an der Ratsversammlung von Northampton teil, die Johann Ohneland als Nachfolger von König Richard festlegte. 1199 nahm er an der Krönung von Johann zum König teil, nach der der König Derby selbst mit dem Schwert gürtete und ihn damit als Earl of Derby bestätigte. Damit hatte Ferrers Anspruch auf ein Drittel der Strafgelder aus Derbyshire. Als ältestem Enkel seiner Großmutter Maud Peverel wurden ihm 1199 Higham, Newbottle und Blisworth in Northamptonshire zugesprochen, die König Heinrich II. 1155 von deren Vater William Peverel beschlagnahmt hatte.

## Rolle während des Kriegs der Barone
Während des Ersten Kriegs der Barone unterstützte Derby wie sein Schwager, der Earl of Chester König Johann. Nach dem Tod von König Johann nahm er im November 1216 an der Krönung des jungen Heinrich III. in Gloucester teil, wenig später bezeugte er die Anerkennung der Magna Carta durch den Regenten William Marshal. Der Regentschaftsrat für den minderjährigen König hatte ihm bereits am 30. Oktober 1216 die Verwaltung von Castle of Peak und Bolsover Castle bis zur Vollendung des 14. Lebensjahrs des Königs übertragen., womit er auch Verwalter des Forest of Peak wurde. Dazu erhielt er das Gut von Melbourne in Derbyshire. Während des andauernden Bürgerkriegs eroberte er 1217 zusammen mit dem Earl of Chester Mountsorrel Castle und nahm im Mai an der Schlacht von Lincoln teil. Anschließend musste Derby jedoch Castle of Peak belagern, dessen bisheriger Constable Brian de Lisle zwar ebenfalls auf der Seite des Königs stand, die Burg jedoch nicht an Derby übergeben wollte. Dazu eroberte Derby im Juni 1217 das von den Rebellen gehaltene Bolsover Castle.

## Magnat unter Heinrich III.
Nach dem Ende des Kriegs der Barone brach Derby 1218 zusammen mit dem Earl of Chester zum Kreuzzug von Damiette auf. Nach seiner Rückkehr wurde er im Juni 1222 vom König aufgefordert, Bolsover und Castle of Peak wieder der Krone zu übergeben. Dies war 1216 so vereinbart worden, doch da Derby als Erbe von William Peverel einen Erbanspruch auf beide Burgen hatte, verließ er deshalb brüskiert den Hof. Im Gegensatz zu anderen Baronen wie beispielsweise William de Forz begann er jedoch keine Rebellion, sondern konnte schließlich überzeugt werden, auf die Burgen zu verzichten. Der König vergab diese dann wieder an Brian de Lisle, dem Derby die Burgen 1217 mit Gewalt abnehmen musste. Auch um das Gut von Melbourne, das ihm der König übergeben hatte, musste Derby mit dem Vorbesitzer Philip Mark streiten. Dennoch ergriff Derby mit zahlreichen anderen Magnaten offen Partei für den König, als der Earl of Chester Ende 1223 kurz vor einer Revolte gegen den König stand. Dafür wurde er mit dem Amt des Sheriffs von Lancashire und der Verwaltung der Honour of Lancaster belohnt, was er bis 1227 oder 1228 blieb. Im Februar 1225 bezeugte er erneut die Anerkennung der Magna Carta. 1230 nahm er vergeblichen Frankreichfeldzug Heinrichs III. teil. 1231 und 1232 nahm er an den großen Ratsversammlungen in London teil. Nach dem Tod seines Schwagers Chester 1232 erbte er einen Teil von dessen Besitzungen, darunter Chartley Castle in Staffordshire, die Burg und das Gut von West Derby in Lancaster sowie Lancashire zwischen dem River Ribble und dem River Mersey sowie das Gut von Bugbrooke in Northamptonshire und das Gut von Navenby in Lincolnshire. 1244 wurde er zu dem Feldzug des Königs nach Schottland aufgerufen, der jedoch aufgrund der mangelnden Unterstützung der Magnaten ergebnislos abgebrochen wurde.

## Heirat und Nachkommen
1192 hatte Derby Alice († 1247), eine Tochter von Hugh de Kevelioc, 3. Earl of Chester und von Bertrade de Montfort geheiratet. Seine Frau wurde nach dem kinderlosen Tod ihres Bruders Ranulf de Blondeville, 4. Earl of Chester 1232 eine von dessen Erbinnen.
Mit ihr hatte er mehrere Kinder:
- William de Ferrers, 5. Earl of Derby (um 1200–1254)
- Sir Thomas de Ferrers of Chartley († nach 1266)
- Sir Hugh de Ferrers of Bugbrooke († vor 1257)

Sein Erbe wurde sein ältester Sohn William.